# Amos Lee
Amos Lee (nacido Ryan Anthony Massaro, el 22 de junio de 1977) es un cantautor estadounidense cuyo estilo musical abarca el folk rock, americana y el soul. Nacido en Filadelfia y licenciado en la Universidad de Carolina del Sur con un grado en inglés. Después de trabajar como maestro empieza su carrera musical. Su mánager entregó una demo al sello Blue Note lo cual resultó en un contrato de grabación y una asociación con la cantante Norah Jones.
Desde entonces Lee ha grabado diversos álbumes en Blue Note y ha girado como telonero para Norah Jones, Bob Dylan, Elvis Costello, Paul Simon, Merle Haggard, Van Morrison, John Prine, Dave Matthews Band, Adele, Zac Brown Band, Jack Johnson, The Avett Brothers y David Gray. Su música ha aparecido en las bandas sonoras de espectáculos de televisión y películas. Ha actuado en varios espectáculos de televisión y en un rally de inscripción de votantes para Barack Obama. En 2011, su álbum Misión Bell debutó en el Núm. 1 en la lista Billboard 200.

## Infancia y educación
Lee nació como Ryan Anthony Massaro en 1977 y vivía en Kensington, Filadelfia. Se trasladó a Cherry Hill, New Jersey, a los 11 años de edad y se graduó en el Instituto de la localidad. Lee asistió a la Universidad de Carolina del Sur y se licenció con un grado en inglés y una diplomatura en educación. Durante sus años universitarios desarrolla su interés por la música, tras ser inspirado por el álbum de John Prine, Great Days. Durante este periodo empieza a tocar la guitarra y el bajo en una banda (Hot Lava Moster) y escucha la música de Donny Hathaway, Joni Mitchell, Luther Vandross, Bill Withers y Otis Redding.

## Carrera
Después de regresar a Filadelfia, Lee trabajó como profesor en la Mary McLeod Bethune School.  Actúa en eventos en el área y, a través de sus contactos con promotores, fue contratado como telonero para artistas como Mose Allison y B.B. King.
En 2003, el mánager de Lee envió un CD demo de cuatro canciones a varios sellos discográficos y el representante de Blue Note fue "inmediatamente golpeado por su [Lee] voz". Después, Norah Jones oyó la música de Lee mientras visitaba la casa de discos y Lee fue invitado para ser telonero de su gira de 2004.
La amistad entre el mánager de Lee y el de Bob Dylan resultó en que Lee acompaña a Dylan a comienzos de 2005 como telonero. Más tarde empezó a actuar en solitario y grabó su álbum de debut titulado "Amos Lee" qué incluyó vocales e instrumentación de Norah Jones y miembros de su banda. Después de publicado, el álbum subió al Núm. 2 en la Billboard Top Heatseekers  y Lee fue nominado por Rolling Stone uno de los "10 Mejores Artistas a Seguir." Una canción del álbum, llamada "Colors", aparece en el espectáculo de televisión La anatomía de Grey y en la película Just Like Heaven. La música de Lee recibió atención de los medios de comunicación cuándo actuó en espectáculos de televisión como el Late Show with David Letterman y The Tonight Show with Jay Leno.
En 2006, Lee grabó su segundo álbum, Supply and Demand, que fue producido por Barrie Maguire. La canción "Shout Out Loud" se publicó como single y subió al Núm. 76 en la lista Billboard 200.
El tercer álbum de estudio de Lee, Last Days at the Lodge, fue publicado en 2008 y re-enfatizó "su vertiente folk y soul". El álbum subió al número 29 en la lista Billboard 200 y Lee actúa en The Change Rocks, rally de inscripción del votante para Barack Obama, en Filadelfia ese verano.
En 2011, Lee publicó su cuarto álbum en Blue Note, Mission Bell que fue producido por Joey Burns de Calexico. El álbum debuta en el Núm. 1 en la lista Billboard 200, número uno en la lista de Álbumes Digitales, número dos en la lista de Internet y número uno en la lista Amazon de álbumes más vendidos. Aun así, el álbum también tiene la dudosa distinción de ser el número uno de 2011 con ventas más bajas, vendiendo sólo 40,000 copias. En el álbum aparecen como artistas invitados Lucinda Williams, Willie Nelson, Priscilla Ahn, Pieta Brown, James Gadson y Sam Beam. El álbum fue descrito por los críticos como un conjunto de canciones colocadas en "un paisaje duro, envueltas por la percusión, con tonos y letras más optimistas que en álbumes previos. Otros críticos lo llamaron "un álbum inquieto con un alma suave" y "otro buen escaparate para su [Lee] elegante, amansando songwriting".
Lee apareció en Ayuda a la Granja 2013 y en el álbum de recopilación, The Music Is You: A Tribute to John Denver. Publica su quinto álbum de estudio, Mountains Of Sorrow, Rivers Of Song en octubre de 2013.

## Vida personal
Lee se describe como de "etnicidad" mixta y mantiene una residencia en Filadelfia, mientras pasa algunos meses de invierno en San Francisco.

## Discografía

### Álbumes de estudio
| Título                              | Detalles | Posiciones | Posiciones | Posiciones | Posiciones | Posiciones | Posiciones | Posiciones |
| Título                              | Detalles | US         | US Rock    | AUT        | FRA        | GER        | NL         | SWI        |
| ----------------------------------- | --- | ---------- | ---------- | ---------- | ---------- | ---------- | ---------- | ---------- |
| Amos Lee                            | - Lanzamiento: 1 de marzo de 2005 - Discográfica: Blue Note Records - Formatos: CD, descarga digital           | 113        | —          | 72         | 112        | 75         | 13         | —          |
| Supply and Demand                   | - Lanzamiento: 3 de octubre de 2006 - Discográfica: Blue Note Records - Formatos: CD, descarga digital         | 76         | 25         | —          | —          | —          | 23         | —          |
| Last Days at the Lodge              | - Lanzamiento: 24 de junio de 2008 - Discográfica: Blue Note Records - Formatos: CD, descarga digital          | 29         | 11         | —          | —          | —          | —          | —          |
| Mission Bell                        | - Lanzamiento: 25 de enero de 2011 - Discográfica: Blue Note Records - Formatos: CD, descarga digital          | 1          | 1          | —          | —          | 98         | 39         | 61         |
| Mountains Of Sorrow, Rivers Of Song | - Lanzamiento: 8 de octubre de 2013 - Discográfica: Blue Note Records - Formatos: CD, descarga digital, Vinilo | 16         | 7          | —          | —          | —          | —          | —          |

- My new moon (2018)

### Álbumes en vivo
| Título                                                  | Detalles                                                                                                | Posiciones | Posiciones | Posiciones |
| Título                                                  | Detalles                                                                                                | US         | US Rock    | US Folk    |
| ------------------------------------------------------- | --- | ---------- | ---------- | ---------- |
| Live at Red Rocks (Amos Lee with The Colorado Symphony) | - Lanzamiento: 16 de junio de 2015 - Discográfica: ATO Records - Formatos: CD, descarga digital, vinilo | 103        | 16         | 4          |

### Extended plays
| Título                                  | Detalles | Posiciones | Posiciones |
| Título                                  | Detalles | US         | US Rock    |
| --------------------------------------- | --- | ---------- | ---------- |
| Amos Lee (EP)                           | - Lanzamiento: 2004 - Discográfica: Blue Note Records - Formatos: CD, descarga digital                                 | —          | —          |
| Live from KCRW                          | - Lanzamiento: 2005 - Discográfica: Blue Note Records - Formatos: CD, descarga digital                                 | —          | —          |
| As the Crow Flies                       | - Lanzamiento: 14 de febrero de 2012 - Discográfica: Blue Note Records - Formatos: CD, descarga digital, vinilo de 10" | 67         | 16         |
| "—" denotes releases that did not chart | |            |            |

### DVD
- Live From Austin, Texas - (2008) New West
- "Amos Lee: Live from the Artists Den" - (2013)